# Rhizogonium hattorii
Rhizogonium hattorii là một loài rêu trong họ Rhizogoniaceae. Loài này được Nog. mô tả khoa học đầu tiên năm 1953.